# Ivan Timirjasew
Ivan Timirjasew (ryska: Иван Александрович Тимирязев, Ivan Aleksandrovitj Timirjazev), född 7 februari 1860 i Sankt Petersburg, död 11 oktober 1927 i Helsingfors, var en ryskfödd finländsk generalmajor och amatörfotograf.
Timirjasew kom till Helsingfors år 1890 som adjutant hos generalguvernör Fjodor Heiden och var fram till 1917 adjutant hos sju ryska generalguvernörer i Finland. Han rörde sig ofta på staden med sin kamera och dokumenterade gärna vardagliga motiv, stadsvyer och människor i arbete. Timirjasew blev omtyckt och välkänd av stadsborna, som allmänt kallade honom ”Timiren”. Då han förlorade sin tjänst genom ryska revolutionen föredrog han att stanna kvar i Finland och verka som pressfotograf.
Timirjasew var från 1900 medlem i Amatörfotografklubben i Helsingfors och deltog i flera utställningar samt prisbelönades bland annat på den första allmänna fotografiutställningen som arrangerades 1903 på Ateneum i Helsingfors. 1918 höll han sin första separata utställning på Strindbergs konstsalong.

### Uppslagsverk
- Timirjasew, Ivan i Uppslagsverket Finland (webbupplaga, 2012). CC-BY-SA 4.0